# Boronia filicifolia
Boronia filicifolia là một loài thực vật có hoa trong họ Cửu lý hương. Loài này được A.Cunn. ex Benth. mô tả khoa học đầu tiên năm 1863.